# Foreste pluviali di Halmahera
Le foreste pluviali di Halmahera sono un'ecoregione terrestre dell'ecozona australasiana, appartenente al bioma delle foreste pluviali di latifoglie tropicali e subtropicali (codice ecoregione: AA0106), che si estende per circa 27.000 km² sull'isola di Halmahera e su alcune isole circostanti delle Molucche, in Indonesia.
Lo stato di conservazione è considerato relativamente stabile.
Questa ecoregione, insieme a quella delle foreste pluviali di Seram, costituisce l'ecoregione globale denominata Foreste umide delle Molucche, inserita nella lista Global 200 del WWF.

## Territorio
L'ecoregione comprende le foreste umide delle isole di Halmahera, Morotai, Obi, Bacan, Ternate, Tidore e altre isole minori che formano la parte orientale dell'arcipelago indonesiano delle Molucche settentrionali. Le restanti isole delle Molucche appartengono ad altre ecoregioni: le isole Sula rientrano nelle foreste pluviali di pianura di Sulawesi (AA0123), le isole Aru nelle foreste pluviali di pianura del Vogelkop e delle isole Aru (AA0128), mentre l'isola di Buru è stata definita come una ecoregione a sé stante, le foreste pluviali di Buru (AA0104). Seram, l'isola più grande a est di Buru, costituisce invece l'ecoregione delle foreste pluviali di Seram (AA0118).
L'isola di Halmahera, con una superficie di circa 18.000 km², è la più grande delle Molucche, note nel XV secolo come «Isole delle spezie». Ha una forma caratteristica a K formata da quattro penisole (settentrionale, nord-orientale, orientale e meridionale) che racchiudono le baie di Kao (a nord), Buli (a est) e Weda (a sud). La penisola meridionale è attraversata dall'equatore. Il rilievo è prevalentemente montuoso, fatta eccezione per alcune pianure alluvionali, come quelle alla foce del fiume Kobe nella baia di Weda e lungo la costa orientale del braccio sud-occidentale. Le penisole sono percorse da una dorsale vulcanica nota come arco vulcanico di Halmahera, che comprende numerosi vulcani ancora attivi, tra cui il Dukono, l'Ibu e il Gamkonora, situati tutti nella penisola settentrionale. Il monte Gamkonora, con i suoi 1.560 m, è la vetta più alta dell'isola. I fiumi di Halmahera, indipendentemente dalla loro lunghezza, presentano solitamente letti profondamente incisi e valli a forma di V con fianchi ripidi. Nelle porzioni terminali possono formare pianure alluvionali costiere, ma in genere si sviluppano in corsi sinuosi.
Dal punto di vista geologico, Halmahera è il risultato della collisione tra due isole avvenuta circa 1-2 milioni di anni fa. La metà orientale dell'isola apparteneva a un arco esterno della placca tettonica delle Filippine ed è costituita da rocce ignee intrusive e sedimentarie. La metà occidentale di Halmahera e l'isola di Morotai appartenevano a un arco interno, dominato da materiali vulcanici. L'isola di Bacan rappresenta una combinazione di arco insulare interno vulcanico e porzioni di crosta continentale.
Secondo il sistema di sistema di classificazione climatica di Köppen, questa ecoregione rientra nella zona tropicale umida. Le Molucche settentrionali mostrano notevoli variazioni microclimatiche, in particolare nella distribuzione delle precipitazioni, che sono più abbondanti nelle zone montuose interne di Morotai e nelle tre penisole settentrionali di Halmahera. Le precipitazioni medie annue variano tra i 2.500 e i 3.000 mm. Da maggio a ottobre, i venti di sud-est portano condizioni più secche. Le temperature medie giornaliere oscillano tra 21,9 °C e 32,2 °C, con punte minime di 21 °C e massime di 35 °C.
Halmahera e le isole adiacenti che compongono questa ecoregione fanno parte della regione biogeografica nota come Wallacea, caratterizzata da un alto grado di endemismo sia vegetale sia animale. La linea di Wallace, che corre tra Bali e Lombok e tra Sulawesi e il Borneo, corrisponde a una profonda fossa oceanica che rappresenta una barriera biogeografica per molte specie terrestri. Analogamente, la linea di Lydekker, che corre tra Timor e la piattaforma australiana fino a Halmahera, Seram e la Nuova Guinea, segna il limite oltre il quale la flora e la fauna australasiane non riescono a espandersi agevolmente. Halmahera, insieme a Seram, Buru e alle isole del Mare di Banda, si trova tra queste due linee, in una zona di transizione unica.

## Flora

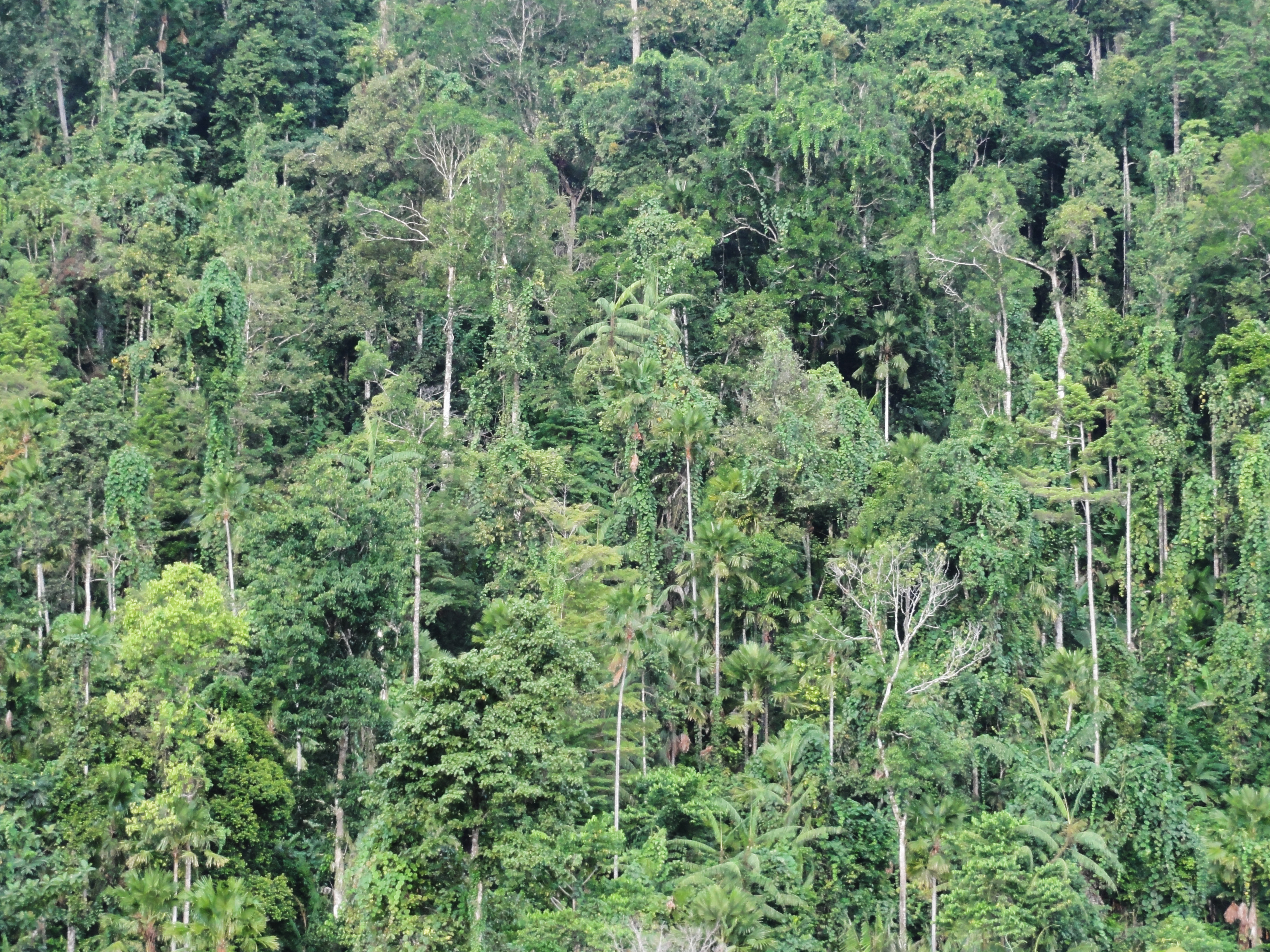
Foresta di Halmahera nel Parco nazionale Aketajawe-Lolobata

La vegetazione originaria di queste isole era costituita foreste tropicali sempreverdi e semi-sempreverdi di pianura. Attualmente, la maggior parte dell'habitat rimanente è rappresentata da foreste pluviali semi-sempreverdi che comprendono otto specie caratteristiche di dipterocarpi: Anisoptera thurifera, Hopea gregaria, Hopea iriana, Hopea novoguineensis, Shorea assamica, Shorea montigena, Shorea selanica e Vatica rassak. I suoli vulcanici e l'ottima esposizione creano condizioni di crescita quasi ideali.
La maggior parte degli alberi raggiunge altezze di 30 metri o più e ospita liane a fusto spesso ed epifite legnose ed erbacee. Il rattan può crescere fino a 130 metri di lunghezza ed è comune, insieme ad altre epifite, nelle foreste primarie. Le foreste più rigogliose si trovano nel nord-ovest di Morotai e nel nord di Halmahera. In aree con suoli poveri e substrati ultrabasici si sviluppa una vegetazione bassa e arbustiva.
Al di sotto dei 700 metri di altitudine, la vegetazione è costituita prevalentemente da foresta pluviale tropicale di pianura, con una volta relativamente aperta e alcune specie emergenti che raggiungono i 60 metri. Sopra i 700 metri la foresta assume caratteri montani, con chioma più bassa e predominanza di specie dei generi Diospyros e Casuarina.

## Fauna

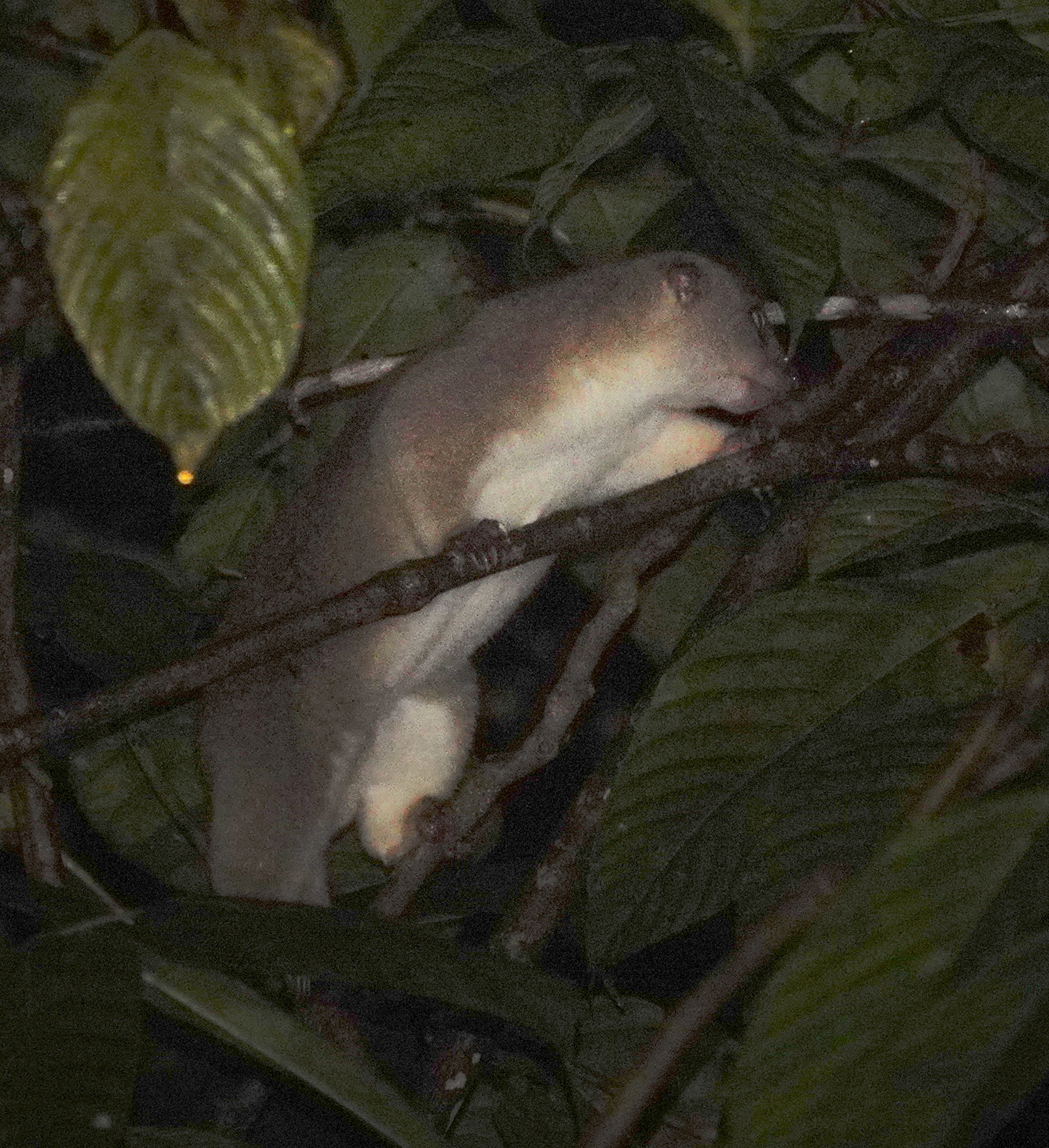
Phalanger rothschildi, isola di Obi, 2022

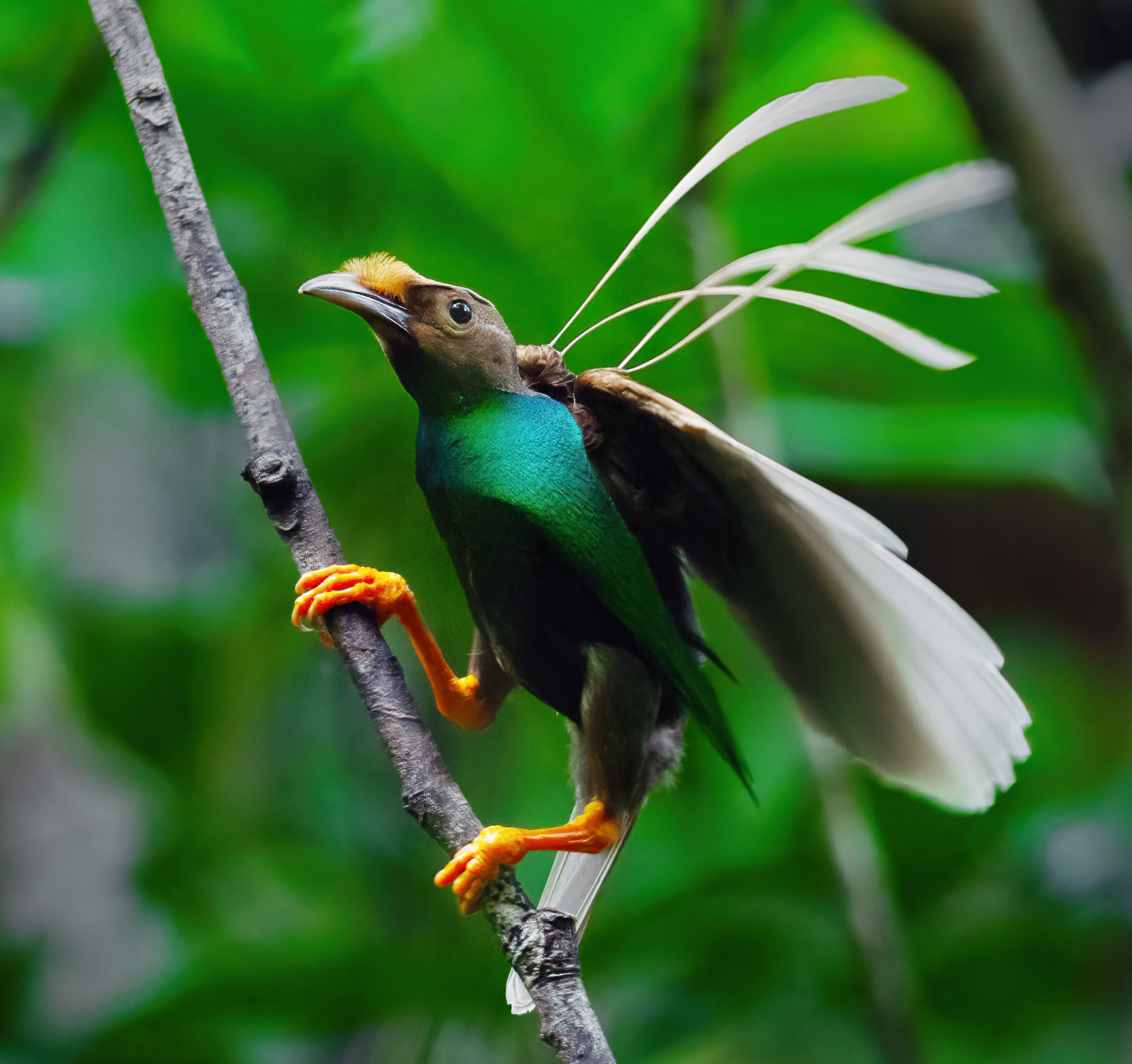
Paradisea di Wallace (Semioptera wallacii), Halmahera, 2024

Questa ecoregione appartiene alla zona biogeografica della Wallacea e presenta una combinazione unica di fauna di origine asiatica e australasiana. Insieme a Seram, Buru e alle isole del Mare di Banda, questa regione fa parte di una delle bioregioni con i più alti livelli di endemismo ornitologico al mondo e il più alto numero di uccelli endemici di tutta l'Asia. Pur avendo una diversità generale relativamente bassa, l'ecoregione mostra un endemismo comparativamente molto elevato rispetto ad altre dell'Indo-Malesia.
La fauna dei mammiferi è relativamente povera, con 38 specie, tra cui alcune di origine asiatica e altre australasiana (come i cuschi). Tuttavia, l'ecoregione ospita sei specie endemiche:
- Phalanger ornatus;
- Phalanger rothschildi;
- Pteropus chrysoproctus;
- Pteropus personatus;
- Nyctimene minutus;
- Melomys obiensis.

Sono presenti circa 223 specie di uccelli, di cui 43 sono endemiche dell'ecoregione. Essa coincide con l'Endemic Bird Area (EBA) delle Molucche settentrionali. Quattro generi monotipici di uccelli sono endemici: Habroptila, Melitograis, Lycocorax e Semioptera. Tra le specie più emblematiche si annoverano il rallo di Wallace (Habroptila wallacii), l'uccello frate striato (Melitograis gilolensis), la cornacchia del Paradiso (Lycocorax pyrrhopterus) e la paradisea di Wallace (Semioptera wallacii). Delle 43 specie a distribuzione ristretta presenti nell'ecoregione, ben 26 non si trovano in nessun'altra parte del mondo. Cinque specie sono classificate come vulnerabili, tra cui quattro endemiche: il rallo di Wallace, il colombo frugivoro caruncolato (Ptilinopus granulifrons), il lori garrulo (Lorius garrulus) e il cacatua bianco (Cacatua alba).
Altre specie endemiche o quasi endemiche includono:
- Accipiter henicogrammus - astore di Gray;
- Scolopax rochussenii - beccaccia di Obi;
- Ducula basilica - colombo imperiale delle Molucche;
- Cacomantis heinrichi - cuculo di Heinrich;
- Centropus goliath - cuculo fagiano gigante;
- Pitta maxima - pitta petto avorio;
- Corvus validus - cornacchia delle Molucche;
- Lycocorax pyrrhopterus - cornacchia del Paradiso;
- Oriolus phaeochromus - rigogolo delle Molucche.

Tra gli insetti spicca l'ape più grande del mondo, la rara ape di Wallace (Chalicodoma pluto), che può raggiungere i 40 mm di lunghezza e si trova su Bacan, Tidore e Halmahera. Scoperta da Alfred R. Wallace nel 1858, la specie fu ritenuta estinta fino alla sua riscoperta nel 1981. L'ecoregione è anche importante per la conservazione delle farfalle, tra cui Troides aesacus, considerata una delle specie più primitive del gruppo Troides.

## Conservazione
Nei secoli passati, i fertili suoli vulcanici di Ternate, Tidore e delle isole circostanti sono stati intensamente coltivati per la produzione di chiodi di garofano e altre spezie. Tra gli anni '20 e gli anni '70 del XX secolo, le attività di disboscamento commerciale e la coltivazione forzata hanno contribuito al degrado delle foreste di Halmahera e Morotai. Durante la Seconda guerra mondiale, ampie porzioni di foresta pluviale di pianura a Morotai furono convertite in piantagioni di papaya (Carica papaya).
Attualmente, le foreste umide sempreverdi di pianura nel nord-ovest di Halmahera sono soggette a sfruttamento da parte di compagnie di disboscamento, principalmente per il legname pregiato di Agathis. Le foreste orientali dell'isola sono minacciate dallo sviluppo di piantagioni per la produzione di cellulosa, spesso avviate attraverso programmi di transmigrazione e gestione locale.
Nonostante queste pressioni, ampi blocchi di habitat forestale sopravvivono ancora su tutte le isole dell'ecoregione, e si stima che circa l'80% della foresta originaria sia ancora intatto.
L'area comprende diverse zone protette, tra cui un parco nazionale e numerose riserve naturali. Le principali aree protette sono:
- Parco nazionale di Aketajawe-Lolobata, nella penisola nord-orientale di Halmahera;
- Riserva naturale di Wayabula, sull'isola di Morotai;[6]
- Riserva naturale di Gunung Gamkonora, nella penisola settentrionale di Halmahera;[7]
- Riserva naturale di Saketa, nella parte meridionale di Halmahera;[8]
- Riserva naturale di Gunung Sibela, sull'isola di Bacan;[9]
- Riserva naturale di Pulau Obi, sull'isola di Obi.[10]